# Ivan Horník
Ivan Horník (* 3. června 1951, Praha) je fotbalový funkcionář, generální manažer klubu FK Viktoria Žižkov.

## Život
Vyučený zámečník se nejprve věnoval fotbalu jako hráč. Veřejnosti je ale znám především jako funkcionář. V této oblasti začínal v klubech SC Radotín a Brandýs nad Labem. V roce 1992 se stal sportovním ředitelem žižkovské Viktorky, kterou v tu dobu vlastnil Vratislav Čekan. Poté působil jeden rok ve Spartě, ale pak se vrátil zpět do Viktorie Žižkov. 
V roce 2006 mu Obvodní soud pro Prahu 3 uložil za ovlivňování výsledků zápasů trest odnětí svobody na sedm měsíců, který podmíněně odložil na dobu pěti let, zákaz činnosti ve fotbale na 10 let (polovina trestu mu byla později prominuta) a peněžitý trest ve výši 900 000 korun, který uhradil ve třech splátkách.
V lednu 2012 mu byla polovina trestu prominuta a Horník se vrátil na fotbalovou scénu. Od února téhož roku nastoupil jako sportovní ředitel k tehdy třetiligovému FC Chomutov. V září roku 2012 z Chomutova odešel a na prahu roku 2013 přijal nabídku střížkovského druholigového klubu Bohemians Praha na post generálního manažera. Oba dva posty však byly jen krátkodobé, v červnu 2014 se vrátil jako generální manažer do Viktorie Žižkov. Na jaře 2016 byl jmenován sportovním ředitelem FK Jablonec, ve funkci však vydržel jen necelý rok.
Je ženatý, má dceru Lucii.

## Odraz v kultuře
Na základě zveřejněných policejních odposlechů Horníkových telefonických hovorů v rozsáhlé korupční kauze napsal herec Petr Čtvrtníček divácky a mediálně úspěšnou parodickou divadelní hru Ivánku, kamaráde, můžeš mluvit?